# Gastern
Kautzen osztrák mezőváros Alsó-Ausztria Waidhofen an der Thaya-i járásában. 2018 januárjában 1218 lakosa volt.

## Elhelyezkedése

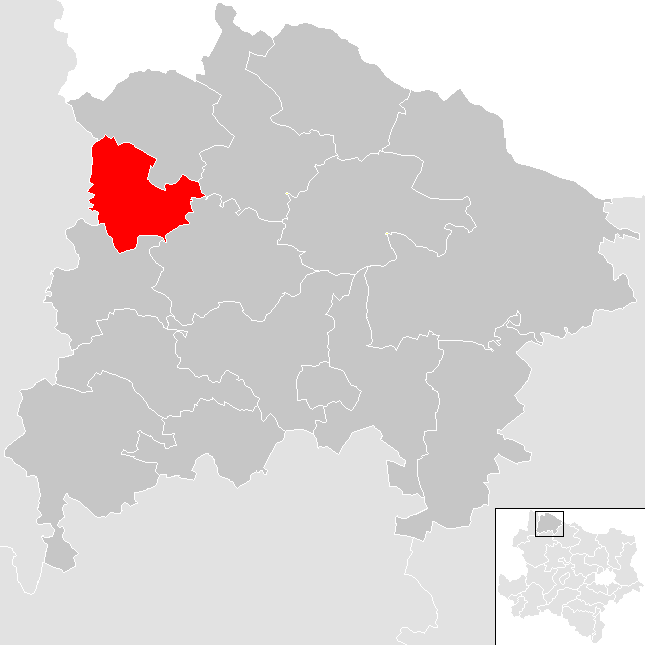
Gastern a Waidhofen an der Thaya-i járásban

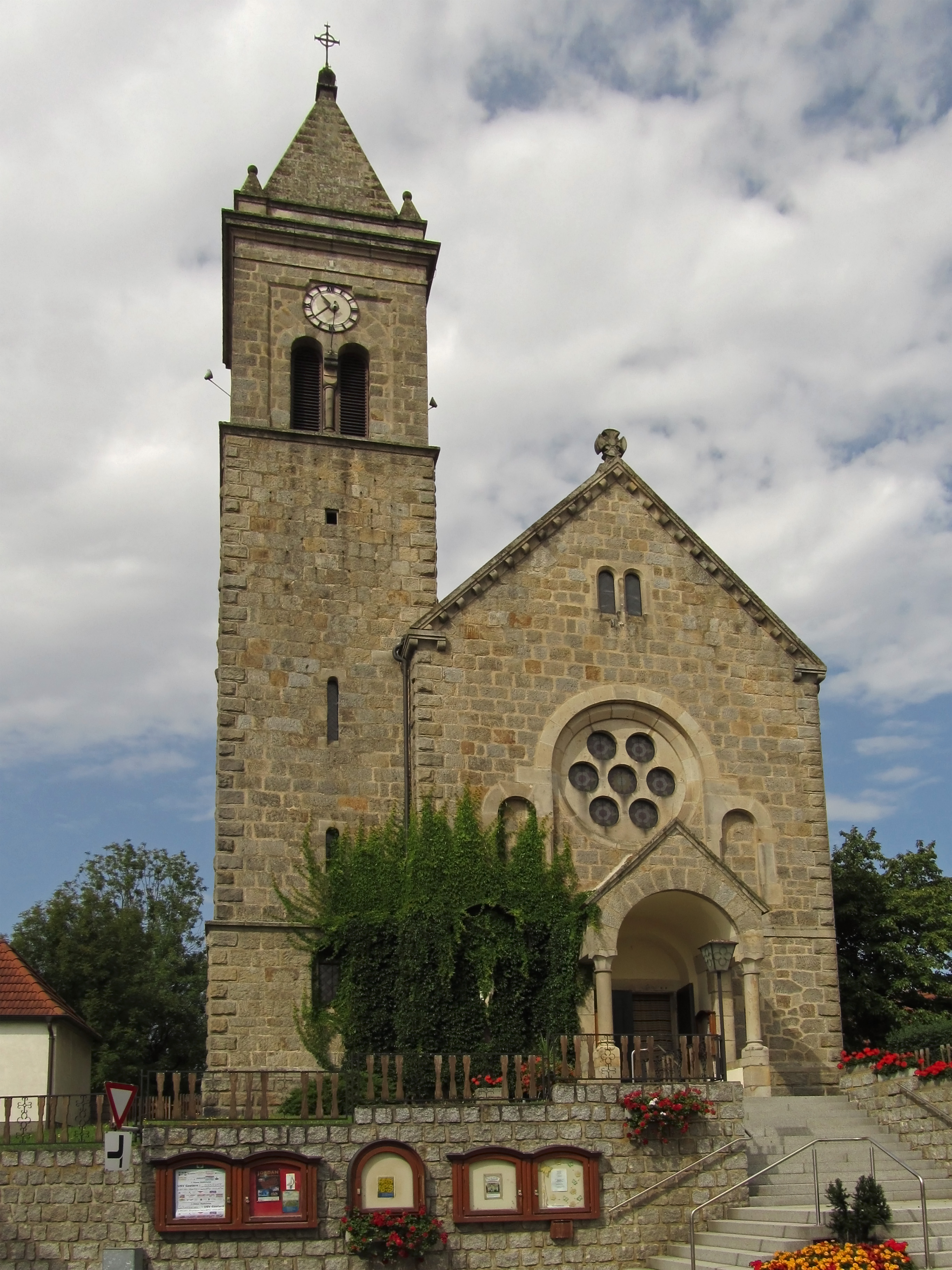
A Szt. Márton-plébániatemplom

Gastern Alsó-Ausztria Erdőnegyedének (Waldviertel) északi részén fekszik. Legfontosabb folyója a Reutbach. Területének 20,57%-át erdő borítja. Az önkormányzat 9 településrészt és falut egyesít: Frühwärts (223 lakos 2018-ban), Garolden (102), Gastern (347), Immenschlag (38), Kleinmotten (124), Kleinzwettl (105), Ruders (120), Weißenbach (100) és Wiesmaden (59). A kataszteri közösségek Frühwärts, Garolden, Gastern, Immenschlag, Kleinmotten, Kleinzwettl, Ruders, Weißenbach és Wiesmaden.
A környező önkormányzatok: északra Kautzen, északkeletre Dobersberg, keletre Thaya, délre Pfaffenschlag bei Waidhofen an der Thaya, nyugatra Eggern.

## Története
Gasternt először 1177-ben említik. A középkorban a felső-ausztriai Garsten apátságának birtoka volt.
A községet 1931-ban emelték mezővárosi rangra. 1954-1957 között Gasternben és Dobersbergben teljesített lelkészi szolgálatot az a Josef Elter, aki később szobrászként és grafikusként szerzett hírnevet.

## Lakosság
A gasterni önkormányzat területén 2018 januárjában 1218 fő élt. A lakosságszám 1910 óta (akkor 2241) folyamatosan csökken. 2016-ban a helybeliek 99,5%-a volt osztrák állampolgár; a külföldiek közül 0,4% a régi (2004 előtti), 1% az új EU-tagállamokból érkezett. 2001-ben a lakosok 95,8%-a római katolikusnak, 3,4% pedig felekezeten kívülinek vallotta magát.

## Látnivalók
- a Szt. Márton-plébániatemplom 1905-ben épült neoromán stílusban
- a kleinzwettli Szt. Jakab-erődtemplom
- a weissenbachi Szt. András-templom

## Fordítás
- Ez a szócikk részben vagy egészben  a   Gastern című német Wikipédia-szócikk ezen változatának fordításán alapul.  Az eredeti cikk szerkesztőit annak laptörténete sorolja fel. Ez a jelzés csupán a megfogalmazás eredetét és a szerzői jogokat jelzi, nem szolgál a cikkben szereplő információk forrásmegjelöléseként.